# Asesinato en la convención
Asesinato en la convención (1976) es una novela de misterio escrita por Isaac Asimov. Cuenta las aventuras de un escritor y detective amateur llamado Darius Just, que Asimov modeló a la imagen de su amigo Harlan Ellison. Mientras asiste a la convención de la Asociación de Libreros americana, Darius descubre el cuerpo muerto de un amigo y protegido. Convencido de que la muerte se debió a un asesinato, pero incapaz de convencer a la policía, Darius decide investigar por su cuenta.
El libro es un ejemplo de metaficción, ya que el propio Asimov aparece como un personaje que investiga un misterioso asesinato en una convención de libreros.
En 1979 Asimov describió esta novela como "mi libro favorito de los doscientos que he escrito hasta ahora".
Asesinato en la convención se publicó como Authorised Murder en el Reino Unido y su título original es Murder at the ABA.

## Orígenes
Asimov relata la inusual historia detrás de Asesinato en la convención en su segundo volumen autobiográfico, In Joy Still Felt  (1980). Según Asimov, se había escrito un libro llamado Asesinado en Frankfurt, situando una historia de misterio ficticia en la Feria del Libro de Frankfurt (Alemania). Su editor de Doubleday, Larry Ashmead, le propuso escribir un libro similar sobre la Convención de Libreros Americanos.
Asimov asistió a la convención de la ABA en Nueva York para absorber suficiente  "color local"  y así desarrollar el entorno, personajes y reclamo de su historia de misterio. Entonces Larry Ashmead le informó que Doubleday necesitaba el libro a tiempo para la convención del año siguiente, lo que significaba que Asimov sólo tenía tres meses para escribirlo. (La única otra novela que había escrito en tan poco tiempo era Viaje Fantástico, que era la novelización de un guion cinematográfico preexistente) Consiguientemente, la novela está llena de construcciones extrañas, como notas a pie de página donde Darius Just y Asimov debaten sobre el estilo narrativo de este último, lo que Asimov sabía que los críticos harían. Más tarde dijo que necesitaba esa diversión para seguir trabajando.

## Argumento
Darius Just había ayudado anteriormente al escritor novel Giles Devore a producir una novela innovadora. Just se atribuye el mérito de haber editado despiadadamente los borradores originales de Devore y de haber obligado al joven autor a convertir un desorden incoherente en una obra maestra. Después de haber ganado fama y fortuna con su primer libro, un superventas, Devore asiste a la convención de la ABA para promocionar su segundo libro, que escribió sin la ayuda de Just. Just se ofrece voluntario para hacer un recado para Devore, recoger un paquete para él y llevarlo a su habitación de hotel, pero se olvida de hacerlo hasta el día siguiente. Al entrar en la habitación del hotel de Devore, Just descubre a Devore muerto en el baño, al parecer, después de resbalar en la ducha y golpearse la cabeza con el grifo. Otros lo consideran un accidente trágico nada más, pero Just sospecha que es un asesinato, basándose la obsesión por el orden de Devore y el desorden en el que se encuentra la habitación. Interroga a la exmujer de Devore, quien le dice que el paquete contenía las plumas con monogramas de Devore.
Finalmente, Just relaciona la muerte con el tráfico de drogas en el hotel. Irónicamente, el objeto que llevó al asesino a matar a Devore fue un bolígrafo que Devore había pedido prestado durante una sesión de autógrafos porque Just no le había entregado sus propios bolígrafos.

## Personajes
Casi todas las partes que hablan en Asesinato en la convención pertenecen a personajes de ficción. Asimov incluyó a varias personas que realmente asistieron a la convención de Nueva York pero solo uno de ellos, Walter Sullivan de The New York Times, tiene algún diálogo hablado. Habla sólo cuándo le presentan a Darius Just, diciendo "Oh, sí" de una manera tan convincente que Just casi se engaña creyendo que Sullivan había oído hablar de él.
Darius Just reaparecería más tarde en el episodio  "La mujer en el bar" de la serie de cuentos Los Viudos Negros de Asimov, publicado por primera vez en la revista Mystery Magazine de Ellery Queen y más tarde incluido en la colección Banquetes de los Viudos Negros. Cuenta una de sus otras aventuras. 

### Personajes ficticios
- Darius Just – narrador, un escritor inspirado en Harlan Ellison
- Giles Devore – protegido de Just, autor de Crossover y Evergone
- Sarah Voskovek – directora de relaciones públicas en el hotel donde la convención sucede
- Thomas y Theresa Valier – ejecutivos de Prisma Press, editores de Just y Devore
- Roseann Bronstein – librero.
- Eunice Devore – abogado, mujer de Giles Devore
- Henrietta Corvass – secretaria de prensa para el ABA inspirado en Harriette Waterman Getz; Director de Publicidad para el ABA
- Anthony Marsogliani – jefe de seguridad de Hotel
- Michael P. Strong – empleado de Seguridad de Hotel
- Shirley Jennifer – escritora de novelas románicas y amiga cercana de Darius Just
- Nellie Griswold – empleada de Hércules Press

### Cameos de personas reales
- Isaac Asimov – escritor excéntrico y prolífico quien atiende la convención para reunir información para una historia de misterio
- Charles Berlitz – místico, participante en un jurado
- Douglas Fairbanks, Jr. – actor
- Uri Geller – supuesto telequinético, participante en un jurado
- Anita Loos – novelista, guionista de Hollywood, y actriz retirada
- Rose Namath Szolnoki – madre de Joe Namath
- Cathleen Nesbitt – actriz
- Carl Sagan – astrónomo, participante en un jurado
- Walter Sullivan – moderador en un jurado
- Muhammad Ali – ponente
- Leo Durocher –  vislumbrado brevemente por Darius Just, quien recuerda los días en que era fanático de los Gigantes y Durocher era uno de sus villanos (antes de que Durocher se mudara a los Gigantes en 1948). Just se siente agradecido de que el recuerdo le permita olvidar el asesinato por un momento.